# Репихово (посёлок, Московская область)
Ре́пихово — посёлок в Сергиево-Посадском районе Московской области России, входит в состав городского поселения Хотьково, (1994—2006 гг. — в составе Митинского сельского округа).

## Население
| 2002 | 2006 | 2010 |
| ---- | ---- | ---- |
| 195  | ↗307 | ↘210 |

## География
Посёлок Репихово расположен на севере Московской области, в юго-западной части Сергиево-Посадского района, примерно в 40 км к северу от Московской кольцевой автодороги и 13 км к юго-западу от железнодорожной станции Сергиев Посад, по правому берегу реки Вори бассейна Клязьмы.
В 4 км юго-восточнее посёлка проходит Ярославское шоссе М8, в 11 км к югу — Московское малое кольцо А107, в 19 км к северу — Московское большое кольцо А108, в 29 км к западу — Дмитровское шоссе А104. Менее, чем в 1 км западнее, — линия Ярославского направления Московской железной дороги. Ближайшие сельские населённые пункты — село Абрамцево и деревня Репихово, ближайший остановочный пункт — платформа Радонеж.